# Адольфи, Генрих
Генрих Адольфи (нем. Heinrich Adolphi; 1622, Бриг, Бжегское княжество (ныне Бжег, Бжегский повят, Опольское воеводство, Польша)
— 1686, Митава, Курляндское герцогство) — балтийско-немецкий священнослужитель, лингвист и прозаик. Автор первой грамматики латышского языка «Erster Versuch einer kurzgef. Anleitung zur lettischen Sprache» (Митава, 1685).
С 1650 года служил лютеранским пастором латышского прихода в Добеле Курляндии. В 1661 году герцогом Курляндии Якобом был назначен обер-пастором — суперинтендентом в Митаве. До самой смерти занимал должность главного клирика Курляндии и Семигалии.
Занимался исследованиями правописания латышского языка, следуя традициям, заложенным в этой области Георгом Манцелем.
Кроме проповедей Адольфи опубликовал первую латышскую грамматику «Первая попытка краткого изучения латышского языка», долгое время бывшую источником норм латышской письменности, а также новые издания сочинений Георга Манцеля, в том числе латышское издание Малого катехизиса Лютера, сборник латышских гимнов и молитвенник,  составил первое руководство Курземской церкви на латышском языке (все 1685).